# 佐和隆研
佐和 隆研（さわ りゅうけん/さわ たかあき、1911年3月9日 - 1983年1月5日）は、日本の美術史家・仏教学者・真言宗の僧侶。京都市立芸術大学名誉教授。嵯峨美術短期大学元学長。密教美術や仏像研究の第一人者。密教図像学会会長も務めた。

## 人物
広島県生まれ。インドネシア、インド、アフガニスタンなど仏教美術の伝流経路、源流地を訪ね歩いた。

## 略歴
- 1911年 広島県佐伯郡廿日市町（のち廿日市市）に生まれる
- 1923年 得度し、真言宗醍醐派の僧籍に入る
- 旧制広島二中（現：広島県立広島観音高等学校）、旧制広島高等学校卒業
- 1935年 京都帝国大学文学部哲学科美学美術史専攻卒業
- 1937年 高野山大学講師に就任
- 1940年 助教授に昇格
- 1942年 教授に昇格
- 1949年 京都市立美術専門学校（現：京都市立芸術大学）教授に転任
- 1969年 京都市立芸大美術学部長に就任
- 1971年 学長に就任
- 1974年 嵯峨美術短期大学学長に転任
- 醍醐寺霊宝館館長に就任
- 醍醐寺文化財研究所長に就任
- 1983年、死去。叙正四位

### 受賞歴
- 1965年、毎日出版文化賞 - 『仏像－心とかたち』（梅原猛司会のテレビ番組で望月信成と仏像を語ったのをまとめたもの）
- 1967年、密教学芸賞
- 1983年、勲三等授旭日中綬章

## 家族
経済学者の佐和隆光（京都大学名誉教授、滋賀大学学長）は息子。

## 著書
- 東洋美術文庫 図像（アトリヱ社 1940）
- 密教美術（大八洲出版 1947）
- 美術行脚高野山（便利堂 1947）
- 仏教美術（高野山出版社 1948）
- 密教美術論（便利堂 1955）
- 日本の密教美術（便利堂 1961）
- 日本の仏像（至文堂〈日本歴史新書〉1963）
- インドの美術（社会思想社〈現代教養文庫〉1963）
- 仏教美術入門 目で見る仏像の生いたち（社会思想社〈現代教養文庫〉1966）
- 日本密教 その展開と美術（日本放送出版協会〈NHKブックス〉1966）
- 西国巡礼 三十三所観音めぐり（社会思想社〈現代教養文庫〉1970）
- 仏像の流伝 インド・東南アジア編（法藏館 1971）
- 空海の軌跡（毎日新聞社 1973）
- 仏像 祈りの美（平凡社カラー新書 1974）
- 密教の寺 その歴史と美術（法藏館 1974）
- カラー遍路の旅 四国八十八カ所（淡交社 1976）
- 醍醐寺（東洋文化社 1976）
- 随論密教美術（美術出版社 1977）
- 日本の仏教美術（三麗社 1981）
- 白描図像の研究（法藏館 1982）
- 佐和隆研著作集 全4巻（法藏館 1997）

### 編著・共著
- 醍醐寺国宝目録（醍醐寺霊宝館 1937）
- 四天王像（便利堂 1942）
- 仏像図典（吉川弘文館 1962）
- 高野山 田村隆照（保育社カラーブックス 1963）
- 仏像案内（吉川弘文館 1963）
- 仏像－心とかたち 正・続（望月信成・梅原猛共著 日本放送出版協会〈NHKブックス〉1965、新版 2018）
- インドネシアの遺蹟と美術（日本放送出版協会 1973）
- 密教辞典（法藏館 1975）
- 御室版両部曼荼羅尊像集（法藏館 1981）
- 密教美術の原像 インド・オリッサ地方の仏教遺蹟（法藏館 1982）
- 空海とその美術（朝日新聞社 1984）

### 論文
- CiNii>佐和隆研
- INBUDS>佐和隆研